# Anna Heinel
Anna Friedrike Heinel (Bayreuth, 4 ottobre 1753 – Parigi, 17 marzo 1808) è stata una ballerina tedesca.

## Biografia
Allieva di Jean-Georges Noverre, esordì a Stoccarda e Vienna nel 1767 e l'anno dopo a Parigi, dove danzò ne La Vénitienne e fu ribattezzata "La Reine de la danse". Negli anni seguenti danzò nelle prime assolute di Omphale (1769), Hippomène et Atalante (1769), Le Prix de la Valeur (1771) e La Cinquantaine (1771). Ottenne vasti apprezzamenti per le sue grandi doti tecniche e a volte viene descritta come l'inventrice della pirouette à la seconde. Tuttavia, la scena parigina era dominata da Gaetano Vestris e, alla ricerca di ruoli da prima ballerina, si trasferì a Londra per danzare al King's Theatre con il maestro Noverre.
Tornò in Francia nel 1773 e il suo secondo periodo parigino fu costellato da successi, in particolare in Orphée et Euridice (1774), Appelle et Campagne (1776), Alceste (1776), Armide (1777), Les Horaces (1777), La Fête de Village (1778), Iphigénie en Tauride (1779), Echo et Narcisse (1779), Atys (1780) e La Fête de Mirza (1781). Diede l'addio alle scene nel 1782. 
Divenne la compagna del suo vecchio rivale Gaetano Vestris, da cui ebbe il figlio Adolphe nel 1791 e che poi sposò nel 1792. Morì nel 1808, qualche mese prima del marito.